# Dharma
Pour les articles homonymes, voir Dharma (homonymie).

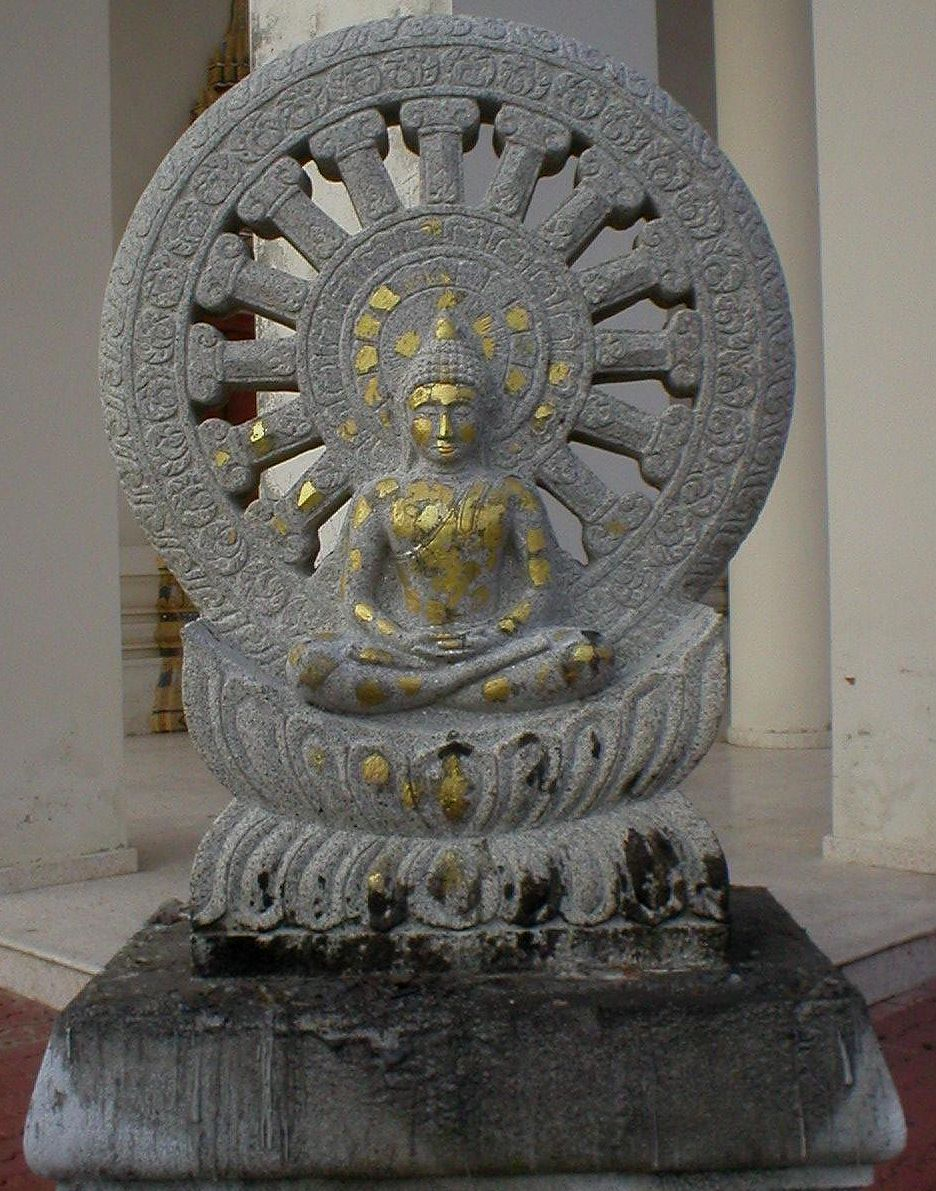
Dharmachakra, la roue de la Loi, symbole du Dharma en tant que doctrine bouddhiste et enseignements du Bouddha (statue thaïlandaise moderne).

Dharma (transcription depuis le sanskrit : धर्म) ou dhamma (depuis le pali : धम्म) est un terme polysémique et « multivalent », important dans les spiritualités et religions indiennes. Le mot offre une riche palette de sens et selon le contexte, la définition diffère,. Théoriquement, ces sens sont tous dérivés de la racine sanskrite dhṛ, « porter, soutenir » :
- loi naturelle ou juridique, norme, coutume, devoir ;
- substance, essence, caractéristique, vérité, réalité ;
- bien, vertu, droiture, justice, mérite ;
- enseignement, doctrine, religion ;
- phénomène, chose, fait de conscience.

De façon générale, dharma désigne donc l'ensemble des normes et lois, sociales, politiques, familiales, personnelles, naturelles ou cosmiques.
Le terme est traduit par 法 en chinois (fǎ) et japonais (hō), au sens de « loi », et peut renvoyer à un « enseignement », religieux ou pas, en particulier celui du Bouddha. Il est aussi parfois traduit, en Occident, par « religion », sans pour autant que les croyances originellement indiennes, à savoir l'hindouisme, le bouddhisme, le jaïnisme et le sikhisme lui attribuent une signification équivalente au concept occidental.
Enfin, dans la mythologie hindoue, c'est un sage (rishi) personnifiant la justice et l'ordre naturel.

## Traductions
Dans le monde chinois et d'influence chinoise, l'idéogramme de dharma est 法, prononcé fǎ en mandarin et hō en japonais. En tibétain, on dit tcheu, tibétain : ཆོས, Wylie : chos.

## Hindouisme
Dans l'hindouisme, le mot a les sens suivants : Ordre universel cosmique ; loi éternelle ; morale, devoir ; vertu ; droiture. L'hindouisme se désigne lui-même en tant que Sanātana-Dharma (सनातन धर्म), « loi éternelle ».
Le Brahman (l'Absolu) est représenté comme ayant une force supérieure au-dessus de lui : « le dharma [qui] est la souveraineté de la souveraineté. C’est pourquoi il n’est rien de supérieur au dharma. ». Le dharma est aussi « la Vérité éternelle qui règne sur le monde. ».
Ce terme a plus généralement un aspect légal (voir aussi droit hindou). Il fait référence aux lois régissant le monde, au niveau du macrocosme comme du microcosme. Enfreindre ces lois entraîne un déséquilibre qui met en péril le cosmos, au niveau macrocosmique comme microcosmique. Ainsi la société indienne est régie par des lois, définissant les devoirs de chacun en fonction de sa caste, et le fait d'enfreindre ces lois, outre un déséquilibre de la société, est supposé entraîner un déséquilibre et une destruction de l'univers dans son entier.
Krishna dit dans le Bhagavata Purana : 

« non-violence, véracité, absence de tout désir de dérober, non-soumission au désir, à la colère et à la convoitise, activité dirigée vers ce qui est bon et agréable pour tous les êtres, tel est le dharma commun à toutes les castes. »

Outre le devoir en fonction des castes, le dharma fixe également les missions propres à chacun des quatre âges de la vie.
Ces lois sont l'objet de traités ou dharmaśāstra, parmi lesquels le plus fameux est sans doute les Lois de Manu ou Manusmriti.
Selon l'indianiste Jan Gonda : « La doctrine du dharma et de la pureté est rattachée de la façon la plus étroite au principe de la réincarnation, principe que l'Hindou ne saurait mettre en doute, à l'idée qu'il est indispensable pour tous ceux qui n'ont pas atteint la délivrance de revenir sans cesse dans une existence déterminée par le karman. »

### Personnification
Dharma « le Juste », peut être un sage (rishi) personnifiant la justice et l'ordre naturel ; on le dit issu du mamelon droit de Brahmā.
Il est aussi assimilé à Yama, chargé de juger les hommes selon leurs actions.
Il épousa treize filles de Dakṣa : Śraddhā dont il eut pour fils Nara et Kāma ; Maitrī ; Dayā ; Śānti ; Puṣṭi ; Tuṣṭi dont il eut pour fils Saṃtoṣa ; Kriyā dont il eut pour fils Daṇḍa, Naya et Vinaya ; Unnati ; Buddhi ; Medhā ; Titikṣā ; Hrī ; Mūrti.
L'« épouse » (ou shakti) de Dharma est Ahimsâ (« Non-violence ») ; ainsi, Dharma et Ahimsâ sont tous les deux parents divins du Seigneur Vishnou : car c'est l'Ahimsâ qui permet au Dharma d'exister et de s'incarner sur Terre (sans promotion de la Non-violence entre les créatures, l'Ordre cosmique est en danger ; sans Ahimsâ, il n'y a pas de Dharma – et vice versa), et c'est pour la protection de l'Ahimsâ que Vishnou se fait avatâr (« Descente » de Dieu sur Terre) pour imposer le Dharma, combattre les démons et rendre inoffensifs ceux qui l'ignorent ou le méprisent, et favorisent la fin des « Trois Mondes ».
Il prend parfois des formes humaines ou animales pour mettre les hommes à l'épreuve.

## Bouddhisme
Le mot dharma est un concept clé du bouddhisme qui présente différentes significations.

### LeDharma: l'enseignement
Dans son acception courante, le Dharma (avec une majuscule) est l'enseignement du Bouddha Shakyamuni et l'un des trois joyaux (ou « trois trésors ») du bouddhisme. Le Dharma est aussi la Loi bouddhique ou naturelle, et l'enseignement une constatation du fonctionnement du monde et de l'esprit, que le bouddhisme s'attache à transmettre et expliquer.
Le terme revêt plusieurs sens importants, qu'il convient de prendre en compte lors de la lecture de textes bouddhiques. Le mot bouddhisme est un néologisme créé au tout début du XIXe siècle. En Asie, on désigne en général le bouddhisme par l'expression sanskrite Buddhadharma,« enseignements du Bouddha » (ch. Fófǎ 佛法) — ou encore en sanskrit: Buddhavacana, c'est-à-dire « paroles du Bouddha ». Dans ce contexte, le Dharma ne fait plus tant référence aux préceptes (lois régissant le mode de vie hindou et les prescriptions religieuses), mais à l'enseignement même du Bouddha historique, par exemple l'exposé des Quatre nobles vérités:  dukkha (« souffrance », « insatisfaction », « mal de vivre »), la source de ce mal-être, sa cessation et le chemin qui mène à cette cessation.
Très souvent un enseignement mène à l'autre. Par exemple, la méditation des enseignements sur l'impermanence des phénomènes et leur interdépendance, bientôt suivie de l'expérience intime de cette réalité, préparent aux enseignements sur la vacuité (non-substantialité) essentielle, et suscitent son appréhension intuitive immédiate, dans la perspective la plus élevée (Paramārtha).
Le Dharma est symbolisé par une roue (dharmachakra) et le premier sermon du Bouddha est souvent assimilé à la première mise en mouvement de la roue de la Loi (Dhammacakkappavattana Sutta), au premier tour de roue de la Loi bouddhique. Dans le bouddhisme Zen, la transmission de l'enseignement du Dharma de maître à disciple, appelée shihô, est attestée par un document appelé shisho.

#### Les catégories d'enseignements
En ce qui concerne le Dharma en tant qui désigne les enseignements du Bouddha, on relèvera que la tradition bouddhique divise ces enseignements en « douze catégories » (sanskrit: dvādaśāṅga [pravacana]; chinois: shi'erbu jing; japonais : jūnibukyō ; tibétain: gsung rab yan lag bcu gnyis). Cette division, établie par les sources bouddhistes sanskrites, regroupe les enseignements en fonction de leur contenu et de leur style littéraire. Ces douze éléments sont appelées, en sanskrit, vacana ou pravacana, c'est-à-dire « paroles du Bouddha »,.
1. sūtra : discours; écritures sacrées en prose
2. geya: aphorismes en prose et en vers; écritures sacrées en vers
3. viyākaraṇa : prophéties; annonciation
4. gāthā : versets; stances
5. udāna : énoncés; monologues de l'Éveillé
6. nidāna : histoires cadres; liens causaux
7. vaipulya : enseignements élargis; sutras du Grand Véhicule
8. jātaka : contes des vies antérieures; idem
9. adbhuta-dharma : événements merveilleux; miracles
10. avadāna : récits; paraboles
11. itivṛttaka : fables; hagiographies
12. upadeśa : instructions; traités

### Lesdharmas
Au pluriel, dharma peut aussi être compris et traduit par les choses, les objets matériels, ou les phénomènes mentaux et physiques. Pour distinguer ces deux grands sens, par convention, le mot « dharma » compris comme l'enseignement du Bouddha commence souvent d’une majuscule. On ne confondra donc pas le Dharma et les dharmas.

### Le dharma refuge

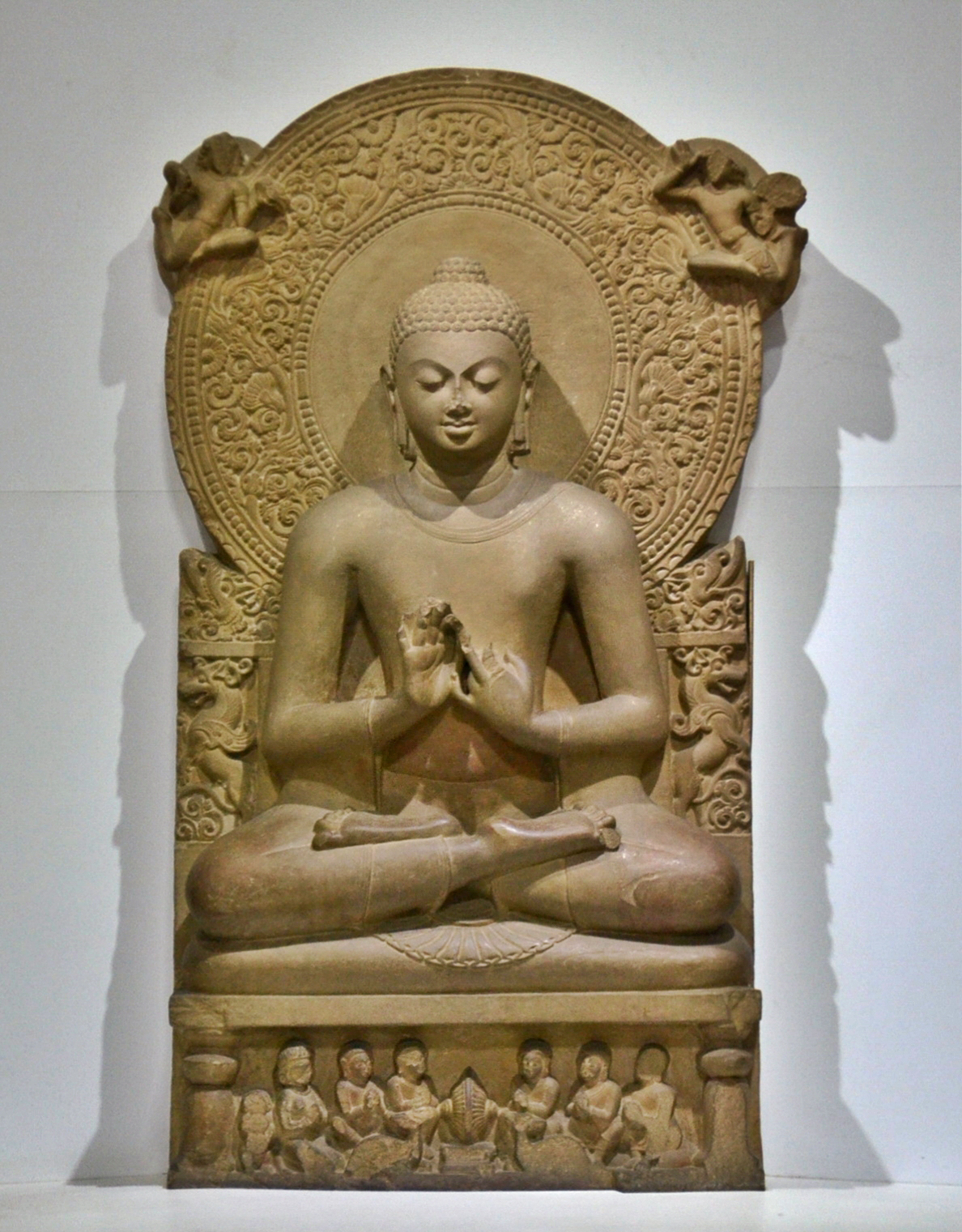
Dharmachakrapravartana :
Mise en branle de la roue de la loi.
Remarquer les mains en Dharmachakramudra.
Au registre inférieur, les disciples vénèrent le Bouddha symbolisé par une roue (Dharmachakra). Musée de Sārnāth (IVe siècle).

Dans les traités bouddhiques, le Dharma (enseignements) est un des trois refuges — aussi appelés trois joyaux ou « trois trésors » :
« Le don du Dhamma surpasse tous les dons ; la saveur du Dhamma surpasse toutes les saveurs ; le délice dans le Dhamma surpasse tous les délices. »
Prendre les trois refuges signifie, dans le bouddhisme, prendre appui sur les forces du Bouddha, du Dharma (l'ensemble des enseignements) et du Sangha (l'ensemble des pratiquants), afin d'assurer sa libération des tourments du saṃsāra. C'est le premier engagement à prendre auprès d'un maître de dharma compétent pour devenir un (une) vrai(e) bouddhiste digne du titre de disciple du bouddha Shākyamuni.
Dans l’enseignement de Nichiren, la Loi bouddhique (法, Hō) se réfère aux enseignements du Bouddha définis par le sûtra (経, Kyō), et plus particulièrement à la«  Loi merveilleuse » (妙法, Myōhō) du Nam-myoho-renge-kyo (南無妙法蓮華経), le titre du Sūtra du Lotus transmis pour l’époque de la fin de la Loi de Shakyamuni ou fin du Dharma : « Les bouddhistes japonais considéraient l’époque de la Fin de la Loi comme un verdict de culpabilité à l’encontre de l’humanité égarée. […] Réinterprétée par Nichiren, l’époque de la Fin de la Loi devenait l’ère de kosen-rufu - une époque où les enseignements du Sûtra du Lotus se répandraient largement dans le monde entier. »

### Le cas particulier du mot palidhamma
Les commentaires des enseignements rédigés en pali donnent deux définitions du mot dhamma, selon la racine dont il dérive.

#### Racine DHṚ: porter, soutenir
« On dit dhammas parce qu'ils portent leur marque propre ». Est dhamma tout élément caractérisable. Les commentaires en citent dix :
- le Tripitaka
- une vérité
- un samâdhi
- la sagesse (paññâ)
- un état naturel
- une nature propre
- la vacuité
- le mérite
- une transgression de la règle
- une chose qu'il faut connaître

#### Racine DHᾹ: placer, établir
« Une condition est dite dhamma parce qu'elle établit ceci ou cela ». Ici, le couple dhamma — attha représente la condition et l'effet qui en résulte . Par exemple :
- une expression et son sens ;
- le chemin et le Nibbâna qui lui succède ;
- les états bénéfiques ou pernicieux et les états résultants ou fonctionnels.

## Jaïnisme
Le Jaïnisme, aussi appelé Jain Dharma (जैन धर्म), utilise le mot dharma sous plusieurs sens. Dharma signifie "religion" et également "devoir". Cependant en tant que substance de l'univers ou dravya, le dharma ou arupi-ajiva fait partie des ajivas: les matières non-sensitives. Les jivas sont leurs opposés: ce sont les âmes: L'ajiva (c'est-à-dire « non-jīva ») regroupe la matière sous toutes ses formes: pudgala, et aussi et les « sujets » sans forme et sans sens : le kāla (le temps), l'ākāśa (l'espace), le dharma (le principe du mouvement), et l'adharma (le principe du repos).

## Sikhisme
Pour le sikhisme, le dharma a deux significations majeures: enseignement religieux d'une part, et, conduite au quotidien d'autre part. En bref, il faut atteindre le moksha, la libération du cycle des renaissances le plus vite possible en suivant une conduite altruiste et spirituelle. Le sikhisme professe qu'il faut servir Dieu et ses frères humains quels que soient ses origines, ses croyances et son sexe. Guru Nanak, le gourou fondateur du sikhisme, a écrit pour enseigner ses croyants : « Ceux qui souhaitent obtenir un siège auprès de Dieu doivent se consacrer au service des gens dans ce monde » ; le gourou fait référence au sewa, Le Service désintéressé prôné par certaines religions orientales. Il est aussi écrit dans le livre saint des sikhs: « Selon ses propres actions, certains se rapprochent (du divin), d'autres s'en éloignent ».